# Le Bon Usage

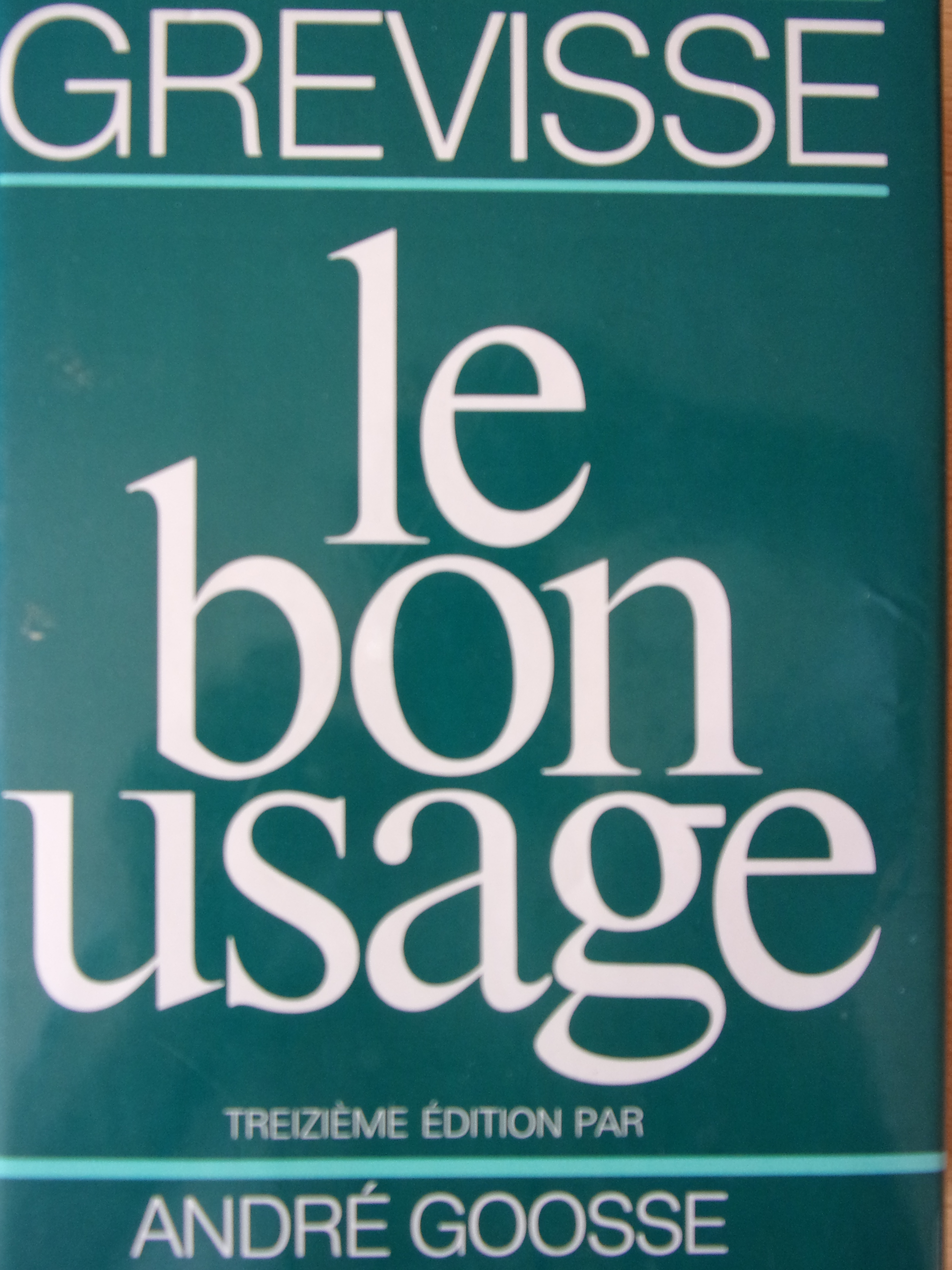
Cubierta de la #13.º edición de le bon Usage.

Le Bon usage (El buen uso , usualmente también llamado « le Grevisse ») es un libro de  gramática  descriptiva y preceptiva del francés, publicado por primera vez en 1936 por Maurice Grevisse, y periódicamente actualizado desde entonces.

## Descripción
Una muy completa guía  (1 760 páginas para la #16.º ), comprende numerosos ejemplos y contra-ejemplos (40 000 citas) citados  de la literatura francófona de todas las épocas, así como de la prensa, y es una figura de referencia para todos los profesionales del francés, en particular los escritores, profesores, traductores y correctores.
Después de varios rechazos, la primera edición es publicada por la editorial Duculot en 1936. Una nueva edición sale en 1939, seguida de otra  en 1946. Le bon usage obtiene la medalla de oro de la Academia francesa en 1946. La crítica  alega  que  el hecho de que  André Gide  lo cita en el suplemento literario del Figaro en febrero de 1947 contribuye a su éxito.
Después de la muerte de Maurice Grevisse en 1980, su yerno André Goosse, toma su lugar como autor de las ediciones posteriores a partir   de la 12.º edición (1986). La 14.º edición (2007) aparece en un formato totalmente renovado. La  16.º  edición es la actualmente vigente. El buen uso esta ahora disponible en una versión electrónica accesible on-line y legible sobre todos en los dispositivos multimedia (computadores y tabletas).

## Ediciones
- Maurice Grevisse, El buen uso, 1.ª , Duculot, 1936
- Maurice Grevisse, El buen uso, #2.º , Duculot, 1939
- Maurice Grevisse, El buen uso, #3.º , Duculot, 1946
- Maurice Grevisse, El buen uso, #4.º , Duculot, 1949
- Maurice Grevisse, El buen uso, #5.º , Duculot, 1953
- Maurice Grevisse, El buen uso, #6.º , Duculot, 1955
- Maurice Grevisse, El buen uso, #7.º , Duculot, 1961
- Maurice Grevisse, El buen uso, #8.º , Duculot, 1964
- Maurice Grevisse, El buen uso, #9.º , Duculot, 1969
- Maurice Grevisse, El buen uso, #10.º , Duculot, 1975
- Maurice Grevisse, El buen uso, #11.º , Duculot, 1980,  ( ISBN 2-8011-0042-0)
- Maurice Grevisse, El buen uso, #12.º  por André Goosse, Duculot, 1986,  (ISBN 2-8011-0588-0 )
- Maurice Grevisse, El buen uso, #13.º  por André Goosse, De Boeck Duculot, 1993, ( ISBN 2-8011-1045-0)
- Maurice Grevisse, El buen uso, #14.º  por André Goosse, De Boeck Duculot, 2007,  ( ISBN 978-2-8011-1404-9)
- Maurice Grevisse, El buen uso, #15.º  por André Goosse, De Boeck Duculot, 2011, ( ISBN 978-2-8011-6425-9)
- Maurice Grevisse, El buen uso, #16.º  por André Goosse, De Boeck Superior (grupo Albin Michel), 2016, ( ISBN 978-2-8073-0069-9)

## Labor inspirada del método Grevisse
- Cédrick Fairon, Anne-Catherine Simon, El pequeño Buen uso de la lengua francesa, De Boeck Superior (grupo Albin Michel), 2018, ( ISBN 978-2-8073-1696-6)